# Dicranostigma henanense
Dicranostigma henanense là một loài thực vật có hoa trong họ Anh túc. Loài này được S.Y.Wang & L.H.Wu mô tả khoa học đầu tiên năm 1997.